# Diogo de Azambuja
Pour les articles homonymes, voir Azambuja (homonymie).
 (janvier 2022).
Diogo de Azambuja (1432-1518) est un officier militaire portugais qui participa à l'exploration et à la colonisation de l'Afrique. 

## Biographie
Né à Montemor-o-Velho, en 1432, il fut tout d'abord chevalier de l'Ordre d'Avis et entra au service de l'infant Dom Pedro, fils du régent du même nom, comme sénéchal. Après la Bataille d'Alfarrobeira, il accompagna son maître en exil, mais retourna bien vite en grâce à la cour, et fut aux côtés du roi Alphonse V au siège de Ksar Sghir (1458). Il reçut ensuite divers commandements et devint conseiller du roi. Lors de la conquête de la ville d'Alegrete sur les Castillans, il perdit une jambe dans la lutte. 
En 1481, il fut nommé général de l'armée partant pour le golfe de Guinée avec la mission de construire la forteresse de Saint-Georges-de-la-Mine (São Jorge da Mina) à Elmina. Après le décès du roi Afonso V, il continua à servir longuement la Couronne portugaise. Dom João II, en remerciement de ses longs et loyaux états de service, lui accorda la charge de négociant officiel des entrepôts militaires du Royaume en 1487. Au service du roi Manuel, il édifia les forteresses de Mogador et Safi, au Maroc, et passa ses dernières années comme gouverneur de la forteresse de Safi. Il mourut en 1518.
Le fait le plus marquant de la vie de Diogo de Azambuja est d'avoir dirigé la construction de la forteresse de Saint-Georges-de-la-Mine. Lorsque les Portugais arrivèrent dans ce qui est devenu depuis le Ghana, les négociants locaux échangeaient de l'or et des pierres précieuses contre les marchandises portugaises. Les Portugais ne tardèrent pas à découvrir que les ressources minières des provinces de l'intérieur, aux mains des Ashantis, étaient extrêmement importantes, et commencèrent à appeler cet endroit "la mine" (mina en portugais). Le roi Afonso V décida alors de centraliser le commerce de l'or et de garantir la sécurité des Portugais grâce à une importante forteresse. Le 12 décembre 1481, Diogo de Azambuja appareilla à la tête d'une importante flotte de onze navires, avec à leur bord 600 hommes d'armes et une centaine d'artisans. Grâce aux talents de gestionnaire et d'organisateur de Diogo de Azambuja, la construction fut achevée en un temps record, seulement quelques semaines. Diogo de Azambuja resta en tout deux ans et sept mois comme commandant de la forteresse, ce qui n'est pas un mince exploit pour un homme d'âge avancé pour l'époque; nombre de ses compatriotes moururent sur place de différentes fièvres tropicales. En rentrant au Portugal à l'été 1484, il fut couvert d'honneurs et de gloire par le roi.
Le roi portugais Manuel Ier ordonne à Diogo de Azambuja, qui a déjà construit le Castello da Mina, de construire un château sur une petite île — d'ailleurs appelée aujourd'hui « La Petite Île » (nom officiel en français) — de la localité marocaine de Mogador (l'actuelle Essaouira).

## Sources
- Vie de Diogo de Azambura, en portugais
- Notes pour une présentation en Français des explorateurs portugais du XVè siècle